# 張維新 (萬曆進士)
張維新（1545年—？），字憲周，號岐東，河南汝州人，明朝政治人物。

## 生平
萬曆元年（1573年）癸酉科河南鄉試第二十八名舉人，萬曆二年（1574年）聯捷甲戌科會試第二百七十名，未廷试，萬曆五年（1577年）登丁丑科三甲第二百零九名進士。授冠县知县，十一年擢兵科给事中，十四年升礼科右给事，擢湖广右参议，十月丁母忧归。十七年起補山东右参议，十九年升为清军副使，带管驿传，同年六月再丁父忧归。服闋，二十二年六月復除山东副使，天津兵备。二十三年九月调陕西潼关兵备，二十五年升本省参政，分守陇右。三十一年升山西按察使，以陕西巡抚顾其志奏留，改補本省按察使，歷陕西左右布政使。

## 著作
著《餘清樓稿》二十五卷、《砭己名言》三卷、《亲民要略》一卷、万历《汝州志》四卷、《华岳全集》十卷。

## 家族
曾祖張克用，號高崖，曾任州判官；祖父張粹，號柏庵，曾任貢士；父張從易（1523年-1591年），字以時，號凤山，曾任恩例儒官。母丁氏（成都府推官丁堯相女），封太孺人。